# Vespula germanica
La avispa alemana (Vespula germanica) es una especie de insecto himenóptero social de la familia Vespidae. El nombre común de esta especie es aplicado también a otras avispas de los géneros Vespula y Dolichovespula, puesto que comparten un aspecto morfológico similar. Esta especie es de origen mediterráneo, abarcando Europa, norte de África, y zonas templadas de Asia. Actualmente ha invadido Norteamérica (este de Estados Unidos), Sudamérica (especialmente en Chile y Argentina), sur de Australia y Nueva Zelanda. Generalmente, en aquellos sitios donde el organismo invadió un ambiente, es considerada una plaga de diferentes actividades como la agricultura, ganadería, apicultura y turismo. El éxito invasivo que esta especie tiene, quizás esté determinado por su gran adaptación a distintas situaciones del medio ambiente y por no poseer enemigos naturales.

## Características morfológicas
Vespula germanica posee patas amarillas que pliega al volar, antenas color negro que tienen doce o trece segmentos según el sexo, y casi no tiene pelos en sus patas y cuerpo. Posee un cuerpo dividido en cabeza, tórax y abdomen, el cual presenta bandas amarillas y negras; el abdomen es abultado. Comúnmente suele ser confundida con Polistes dominula (avispa de morfología muy similar pero de hábitos diferentes, pues no es carroñera, con patas y antenas amarillas, y abdomen menos abultado).
En la parte final de su abdomen posee el aguijón, con el que suele picar inoculando un veneno de muy alta toxicidad, el cual en los seres humanos, puede producir desde una leve hinchazón hasta un shock anafiláctico. A diferencia de la abeja doméstica, que tienen aguijón con rebarba, las chaquetas amarillas poseen un aguijón liso que no pierden al momento de picar, por lo que una misma avispa puede atacar varias veces a su víctima. Tiene un aparato masticador constituido por mandíbulas de gran poder triturador, por lo cual además de picar es muy común que muerdan. 
En las áreas habitadas por Vespula germánica es muy común encontrar a la avispa común o Vespula vulgaris. Básicamente, ambas especies presentan una biología muy similar siendo algunas características morfológicas las que las diferencian. La más relevante a simple vista es la presencia de tres puntos en la frente de V. germánica y una mancha negra en forma de ancla en V. vulgaris.

## Comportamiento
Vespula germanica es un depredador oportunista y carroñero, que posee una amplia dieta que varía de acuerdo a los requerimientos del nido. Durante aquellos períodos de altos requerimientos energéticos (p. ej., durante la construcción del nido o frente a bajas temperaturas) su dieta consiste principalmente en carbohidratos, de los que el néctar, la miel, las frutas maduras y las secreciones azucaradas de pulgones son sus fuentes más habituales; mientras que el consumo de proteínas, que obtienen de artrópodos cazados vivos (como moscas, mosquitos, orugas) y carroña,  es mayor cuando las obreras deben alimentar a las larvas y crías. Vespula germanica puede tolerar bajas temperaturas, lo que le permite realizar la búsqueda de alimento en un amplio rango diario y estacional.
Vespula germanica puede causar molestias y problemas a las personas y los animales, también producir daños en cosechas.  Aunque no posee un comportamiento agresivo hacia el ser humano puede atacar si se siente molestada. Pero sí es agresiva con los animales e insectos sobre los que preda, como las abejas, situación que afecta a la apicultura. También puede convertirse en un problema para la fruticultura por su afición a los azúcares, siendo este comportamiento más común en otoño.

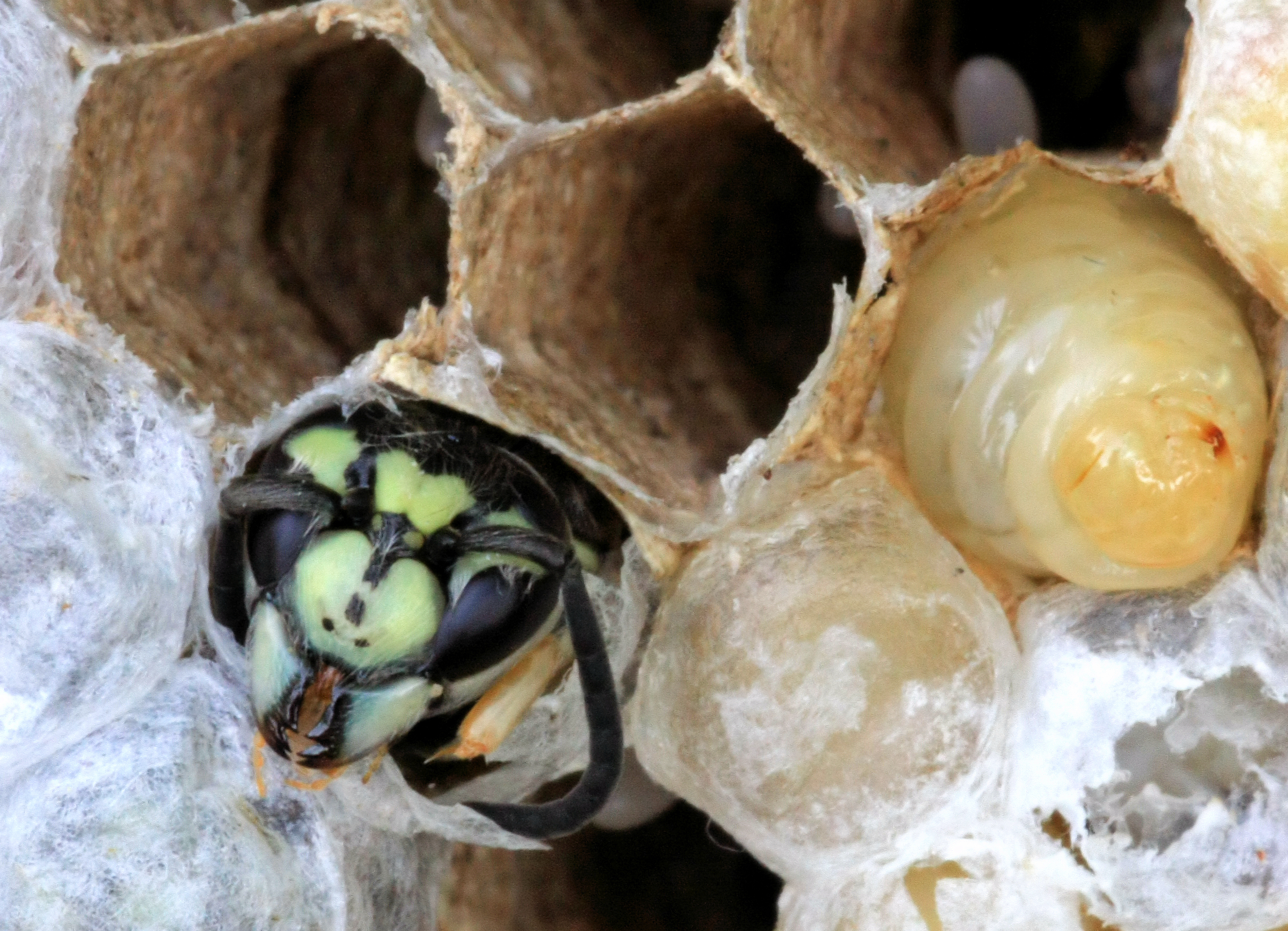
Larva, pupa y adulto

## Ciclo de vida

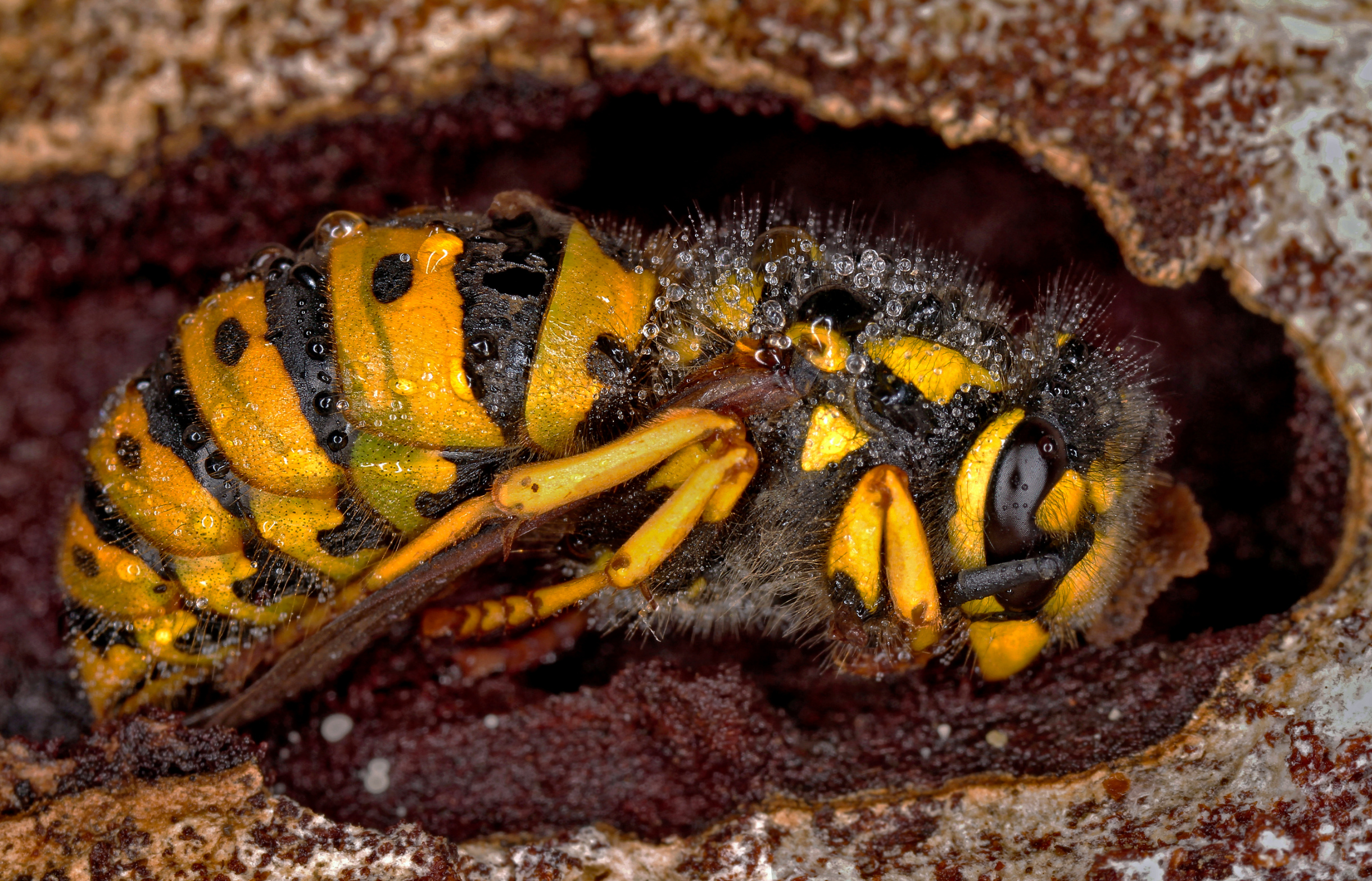
Reina de Vespula germanica en invernación.

Vespula germanica es un insecto eusocial con sociedades extremadamente organizadas. Sus colonias presentan diferentes castas: reina, obreras y zánganos (machos). Generalmente hay una reina encargada de poner los huevos y regular las actividades de la colonia; varias obreras, responsables de la recolección del alimento y el mantenimiento del nido; y algunos zánganos cuya función es meramente reproductiva y aparecen al final de la temporada.
Tras el invierno, las reinas post-hibernantes comienzan la construcción del nido en sitios secos y protegidos y solamente durante este período es posible verlas fuera de su nido. En la mayoría de los casos los nidos están construidos bajo tierra, pero en áreas urbanas suelen encontrarse en cavidades de paredes, espacios entre techos, tanques, etc. Las colonias son fundadas en primavera y la reina se encarga de todo hasta el nacimiento de las primeras obreras. Las obreras continúan con la construcción del nido, su mantenimiento y su defensa, así como también con la provisión de alimento a larvas y reina. Hacia el final del verano la reina comienza a producir los individuos reproductivos (zánganos y futuras reinas), los cuales abandonan el nido para reproducirse. Posteriormente, las nuevas reinas buscan algún lugar protegido para hibernar hasta la primavera siguiente, mientras que las obreras y los zánganos mueren gradualmente y el nido queda abandonado.
Al comenzar el otoño el nido presenta su mayor desarrollo, pudiendo alcanzar hasta 90 cm de diámetro con 15 panales (pisos). El mismo está siempre recubierto por una pared de celulosa que las obreras fabrican mezclando lo que obtienen de la corteza de los árboles con su saliva. En cada nido puede haber más de 250 nuevas reinas y 10 000 obreras. Excepcionalmente, en áreas invadidas, las colonias pueden sobrevivir el invierno, alcanzando poblaciones hasta 20 veces mayores.

## Distribución geográfica

### Distribución original
Vespula germanica, también conocida como "avispa chaqueta amarilla", es una especie originaria de Eurasia y África del Norte.

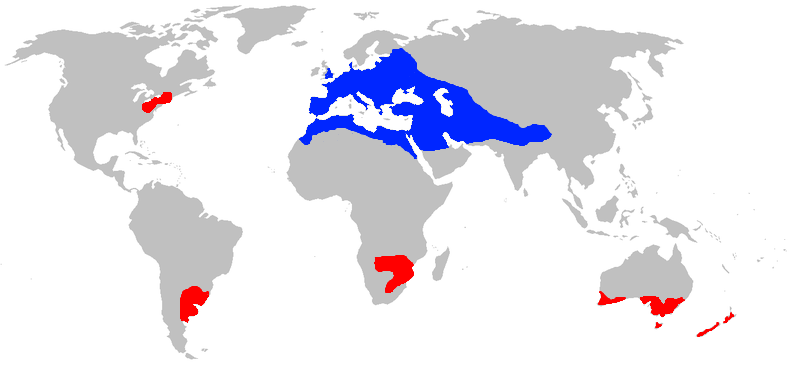
Distribución Geográfica de la Vespula germanica

### Introducción en otros ambientes
Actualmente Vespula germanica se encuentra presente en todo el mundo. Fue introducida, por culpa del ser humano, de forma no intencionada, en América durante el siglo XX. Se convirtió en una especie invasora gracias a su alta adaptabilidad. Hoy en día es un problema ecológico y productivo en Argentina, Australia, Canadá, Chile, Nueva Zelanda y Sudáfrica.

### Invasión biológica en Argentina
Vespula germanica fue introducida en la Argentina en la década de 1980, se cree que su llegada al país ocurrió a través de la frontera con Chile, a donde anteriormente habría llegado en barcos madereros. En la Patagonia Argentina no existe ninguna especie nativa de avispas sociales, lo que permitió que especies invasoras, como Vespula germanica, Vespula vulgaris y Polistes dominula, pudieran distribuirse fácilmente por toda la Argentina.

#### Problemáticas
Vespula germanica posee una gran capacidad de adaptación a los nuevos ambientes. En la Argentina no tiene ningún depredador natural por lo que la población de avispas chaqueta amarilla puede ser muy elevada en algunas épocas del año. Esta puede generar una problemática al realizar actividades al aire libre, si bien no es agresiva normalmente, cuando se siente amenazada, utiliza su aguijón para atacar inclusive múltiples veces. Su picadura es muy dolorosa y su veneno puede generar reacciones alérgicas en personas sensibles, además tiene una mordedura suficientemente fuerte como para desgarrar.